# モレーン

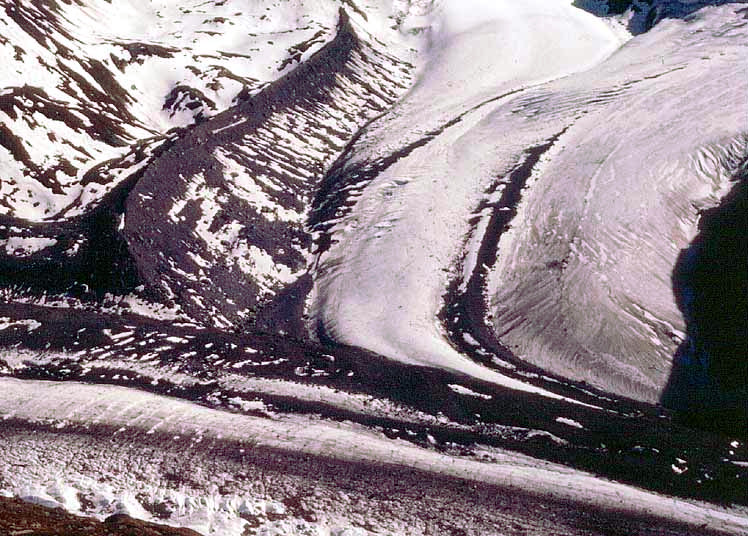
スイスのツェルマットに見られるモレーン。

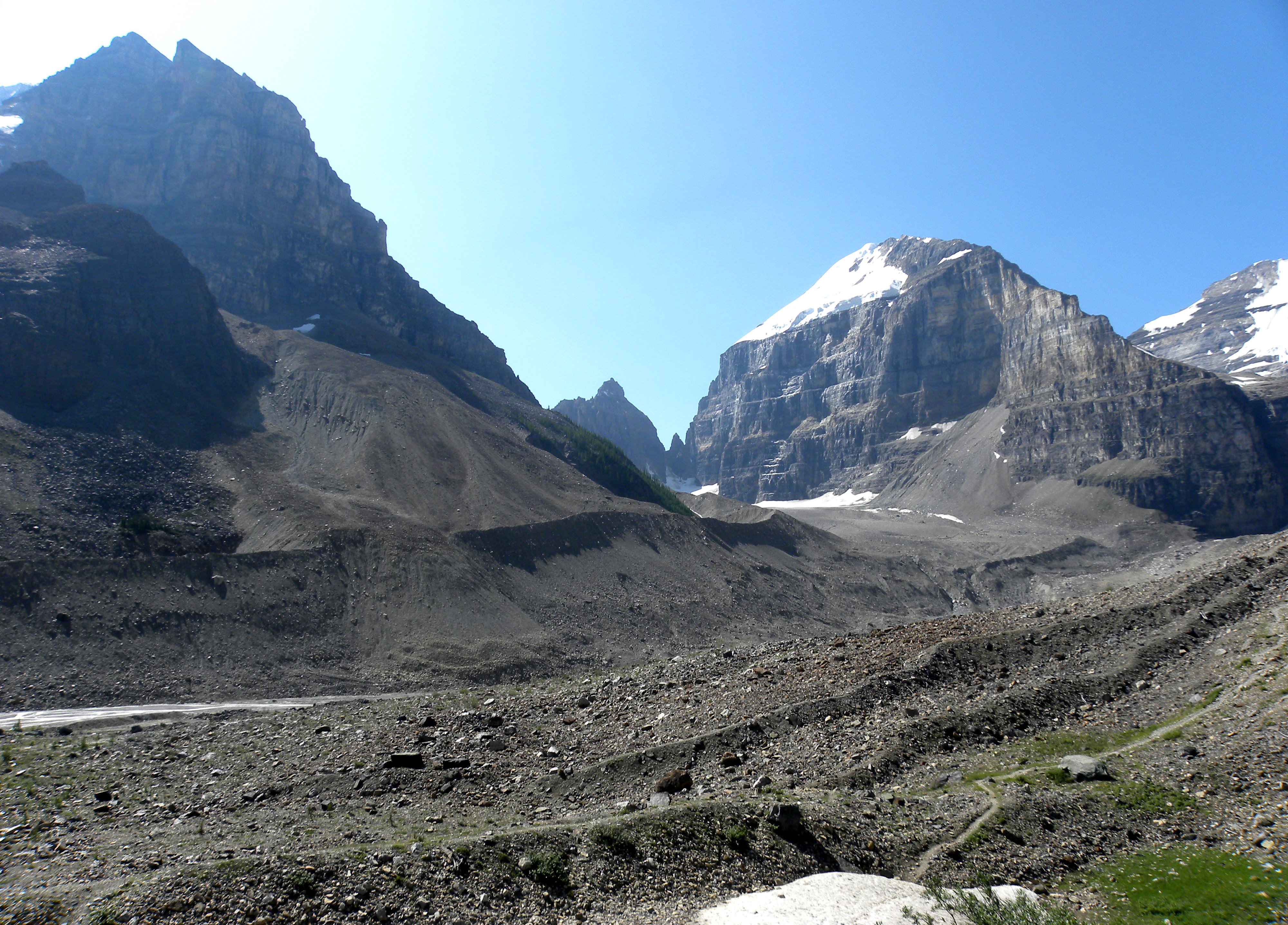
カナダのレイク・ルイーズ付近に見られるモレーン。

モレーン（moraine、堆石、氷堆石）とは、氷河が谷を削りながら時間をかけて流れる時、削り取られた岩石・岩屑や土砂などが土手のように堆積した地形のことである。ただし、小疇(1985)によると、近年では、混乱防止のため、氷河により運ばれた岩屑、その集合体、それにより形成される地形をデブリ、ティル、モレーンと呼び分けるようになってきている。こうしたモレーン堆積物はシルト状のものから巨礫まで幅広く含まれ、通常淘汰が悪い。
氷河の後退などによりモレーンが氷河と切り離され、氷河との間の空間に溶けた水が溜まり氷河湖を形成することがある。氷河の後退によってモレーンとの間に出来た氷河湖は、モレーンの崩壊によって決壊し洪水を起こす可能性がある。実際にネパールやブータンで何度か氷河湖が決壊して洪水が発生し、下流部に死者を出す被害をもたらしたことがあるため、氷河湖の水位を下げるなど早急な対策が求められている。

## 種類

### 移動系モレーン
氷河の移動によって作られるモレーン。
オーバーモレーン
側壁から氷河の上に崩落した岩石が、氷河の融解によって堆積してできるモレーン。そのため、主に氷河の消耗域に形成される。
インナーモレーン
氷河の内に取り込まれた物質が、間氷期の氷河融解によって流出運搬されて堆積したモレーン。
アンダーモレーン
氷河の底で形成されるモレーンで、構成物質は氷河の底によって研磨され細粒化している。
サイドモレーン（ラテラルモレーン、側堆石）
氷河に沿って形成されるモレーン。側壁の岩石が混じることもあるが、多くはアンダーモレーンの構成物質と同じものが氷河の側面で運ばれて堆積した。
中央モレーン（メディアルモレーン、中央堆石）
2つ以上の氷河のサイドモレーンが合流しひとつになったモレーン。

### 堆積系モレーン地形
氷河の移動が終わり堆積したモレーン。
グランドモレーン（グラウンドモレーン、底堆石）
氷河の底部にあたる位置に堆積したモレーン。堆積物はアンダーモレーンおよびインナーモレーンから構成される。
エンドモレーン（ターミナルモレーン、端堆石）
氷河の末端部に形成されたモレーン。
プッシュモレーン
氷河の前進の際、氷河によって押されて高まった地塊からなるモレーン。
ソールモレーン
氷河の乗り越えによって作られたモレーン。グラウンドモレーンとは違い、物質の運搬が起こっていない。